# Smarid
Smaridul (Spicara smaris) este un pește migrator, marin, de cârd, de până la 20 cm  (obișnuit 15-18 cm) din ordinul Perciformes, din Oceanul Atlantic, Marea Mediterană și Marea Neagră; pătrunde rar și în apele salmastre. În Marea Neagră este destul de rar, se întâlnește pe litoralul turcesc, bulgăresc, românesc și ucrainean (Crimeea) al Mării Negre. În România întâlnit în tot lungul litoralului Mării  Negre. Intră sporadic din Marea Neagră în limanul Nistrului.
Are corpul alungit, ușor comprimat lateral și acoperit complet cu solzi mici. Solzii lipsesc pe fața dorsală a capului. Profilul dorsal și cel ventral uniform arcuite. Pedunculul caudal comprimat lateral. Linia laterală completă, mai mult sau mai puțin paralelă cu spatele. Capul comprimat lateral și ascuțit. Ochii mari, situați în jumătatea anterioară a capului, privesc lateral. Botul alungit, cu gura mică, terminală, foarte protractilă și cu dinți mărunți, ascuțiți, dispuși în formă de perie pe premaxilare și dentar.  Dorsala unică este alungită și înaltă, divizată în 2 părți aproximativ egale, una anterioară cu 11 radii spinoase subțiri nedivizate, alta posterioară cu 11 radii divizate. Anala relativ lungă, cu 3 spini în partea anterioară. Dorsala și anala sunt adăpostită, în repaus, într-un șanț larg bine dezvoltat, mărginit de solzi. Caudala scobită; lobul ei superior puțin mai lung decât cel inferior. Pectoralele ascuțite. Ventralele situate puțin în urma pectoralelor, ascuțite și foarte apropiate între ele. Coloritul corpului cenușiu roșcat, cu dungi și pete albăstrui. Câteva pete mai întunecate în lungul liniei laterale și una pe opercul. Înotătoarele au culoarea generală a corpului, dorsala și caudala fiind puțin mai întunecate și cu câteva serii de pete. 
Hrana constă atât din alge, cât și din animale (crustacee, viermi, pești mici). Depune icrele pe alge sau pe fund, în mai-iunie (în Marea Neagră). Dimorfismul sexual este pronunțat, masculii având culori mai vii (dungi albastre) și aripioarele mai lungi. Are carnea gustoasă, însă specia este mult prea rară la noi, anual se prind câteva sute de kilograme și nu prezintă valoare economică.